# Aliou Siby Badra
Aliou Siby Badra (26 febbraio 1971) è un ex calciatore ivoriano, di ruolo centrocampista.

## Carriera

### Club
Ha giocato nel campionato ivoriano, tunisino e saudita.

### Nazionale
Con la maglia della Nazionale ha partecipato alla Coppa d'Africa nel 1994, 1996, 1998, 2000 e nel 2002.

## Palmarès

### Club
- Campionato ivoriano: 7

ASEC Mimosas: 1993, 1994, 1995, 1997, 1998, 2000, 2001